# 위판
위판(영어: epiblast), 배아덩이위판, 배반엽위층, 배반엽상층, 또는 상배엽은 양막류 발생 초기 주머니배에서 일시적으로 관찰되는 구조로, 두 층으로 이루어진 포유류의 두겹배아원반 혹은 파충류·조류의 배반엽에서 위층을 가리킨다. 다른 말로 원시외배엽(영어: primitive ectoderm) 또는 일차외배엽(영어: primary ectoderm)이라고도 한다. 위판은 낭배 형성을 거쳐 배아를 이루는 세 배엽 즉 외배엽·중배엽·내배엽으로 분화하며, 그 밖에 양막 외배엽 및 배아외 중배엽도 위판에서 유래한다.
한편 주머니배의 두 세포 층 가운데 나머지 한 층인 아래판은 난황낭을 생성한다.

## 역사
위판을 처음 발견한 사람은 하인츠 크리스티안 판더이다. 그는 해부학자 이그나츠 될링거와 판화가 에두아르트 요제프 달튼의 도움을 받아 현미경으로 달걀 수천 개를 관찰하여 위판 등 닭 배반엽의 구조를 발견·묘사했다. 그는 연구 결과를 정리하여 《달걀 관련 발생학에 대한 기고(Beiträge zur Entwickelungsgeschichte des Hühnchens im Eye)》를 발표했다. 배반엽과 위판을 연구한 다른 발생학자로는 카를 에른스트 폰 베어와 빌헬름 히스가 있다.

## 포유류
포유류의 발생 과정에서 주머니배의 속세포덩이 세포들이 분화하고 서로 분리되면서 위판과 아래판, 또는 원시외배엽과 원시내배엽이라는 두 층이 만들어진다. 이를 두겹배아원반이라고 한다. 단층입방상피로 된 아래판은 배아가 될 부분으로부터 판분리(delamination)되어 떨어져 나가 주머니배공간의 안쪽 면을 덮는다. 한편 속세포덩이 중에서 아래판 하배엽과 극성 영양막(polar tropholbast) 사이에 놓인 부분은 단층원주상피로 이루어진 위판이 된다.
생쥐의 원시종자세포는 위판으로부터 예정화된다. 예정화 과정은 대규모의 후성유전학적 리프로그래밍을 동반하는데, 광범위한 DNA 탈메틸화, 염색질 재구성, 유전체 각인 삭제를 통해 전형성능이 유도된다. DNA 수선 경로는 유전체 수준의 탈메틸화 과정에서 핵심적인 역할을 한다.
낭배 형성이 시작되면 위판 뒤쪽에 배아의 앞뒤축을 따라 띠 모양의 원시선조가 나타난다. 아래판에서 오는 신호를 시작으로, 위판 세포들이 Nodal을 매개로 하여 가쪽-뒤쪽으로부터 정중선 쪽으로 이동해 오면서 원시선조 형성이 진행된다. 원시선조의 앞쪽 끝에는 원시결절이 있어 낭배 형성의 형성체(organizer) 역할을 하는데, 이동 중인 위판 세포들의 분화를 유도하여 그 운명을 결정한다.
낭배 형성 동안 일부 위판 세포는 상피-중간엽 이행을 거치면서 E-캐드헤린 등 세포연접을 잃어버리고, 위판 층에서 판분리(delamination)되어 떨어져 나와 위판의 등쪽 표면을 따라 이동한 다음, 원시선조를 통해 배아 안쪽으로 들어간다. 원시선조를 통해 함입되는 첫 번째 위판 세포 물결은 아래판을 침범·대체하여 배아 내배엽을 이룬다. 다음으로는 원시선조를 통해 이동해 온 위판 세포들이 내배엽과 나머지 위판 세포들 사이로 퍼져 나감으로써 중배엽 층이 형성된다. 중배엽이 만들어질 때까지 이동하지 않고 남아 있는 위판 세포들이 완성외배엽(definitive ectoderm)을 이룬다. 이렇게 해서 외배엽·중배엽·내배엽 층으로 이루어진 세겹배아원반이 만들어진다.

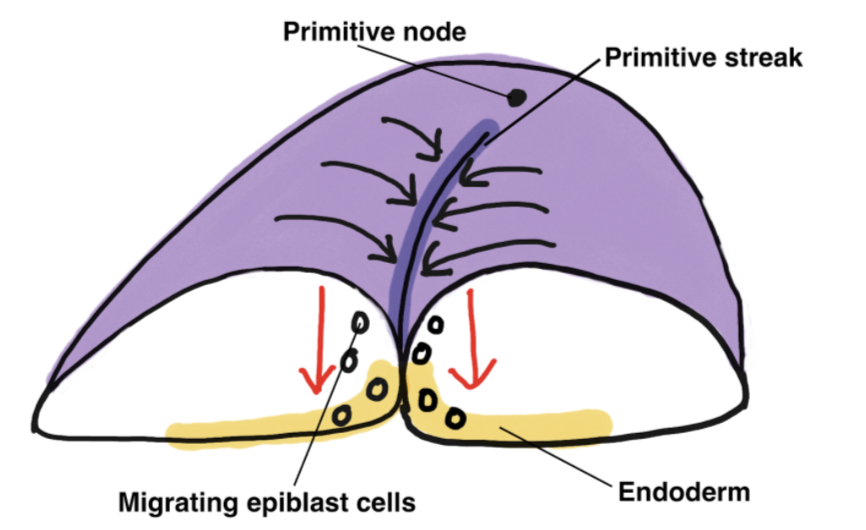
포유류 배아에서 위판 세포들의 이동

### 위판 세포 다양성
위판은 발생 초기의 형태 형성 과정으로 말미암아 생물종마다 구조가 제각기 다르다. 사람 배아는 배아원반을 이루므로 위판도 원반 모양인 반면, 생쥐 위판은 원통 모양의 배아 안에서 오목한 컵 모양으로 자란다.
사람과 생쥐 둘 다 주머니배가 착상하는 동안 분극화(polarization)라는 과정을 거쳐 위판이 로제트(rosette) 모양을 띠게 된다. 분극화는 주머니배가 배아 바깥 조직에서 만들어진 세포외바탕질의 β1-인테그린과 상호작용함으로써 일어난다. 이 단계에서 사람과 생쥐의 위판은 모두 거짓중층원주상피이다. 사람에서는 얼마 지나지 않아 양막공간이 만들어지면서 위판이 원반 모양을 띠게 되고, 영양막에 맞닿은 위판 세포들이 양막을 이루도록 예정화된다. 반면 생쥐에서는 위판이 로제트 모양에서 컵 모양으로 바뀌면서 배아바깥외배엽과 이어지는데, 이렇게 둘러싸인 공간을 원시양막공간(pro-amniotic cavity)이라고 부른다. 생쥐의 양막은 위판이 아니라 배아바깥외배엽으로부터 만들어진다.

## 조류
조류 배아에서는 위판의 일부가 두꺼워져서 콜러 낫이라고 불리는 구조를 만든다. 이 구조는 낭배 형성에서 원시선조 형성을 유도하는 데에 핵심적인 역할을 한다.
닭 배아에 대한 연구 결과 낭배 형성 이전에 중심-가쪽 축을 따른 세포 사이끼움(intercalation)이 먼저 일어난다는 사실이 밝혀졌다. 사이끼움을 안내하는 것은 아래판에서 오는 섬유아세포 성장 인자 신호이다. 중심-가쪽 사이끼움 현상에 의해 중내배엽(mesendoderm) 형성과 독립적으로 원시선조의 위치가 정해지는데, 포공이 양막류 원시선조로 진화한 것이 바로 이 현상이 출현한 덕택이라는 가설이 제안된 바 있다.

## 파충류
양막류(포유류, 조류, 파충류) 공통조상의 낭배 형성은 주로 위판의 속말림(invagination)에 의해 일어났을 것으로 추정된다. 진화 과정에서 포유류와 조류의 낭배 형성은 위판 세포가 정중선으로 모여 원시선조를 통해 진입(ingression)하는 방식으로 바뀌었다. 이와 달리 파충류는 원시선조가 없고 낭배 형성이 두 가지 방식으로 일어난다. 포공 앞쪽 및 가쪽 세포들은 속말림으로 이동하는 반면 뒤쪽 포공판(blastoporal plate) 세포들은 진입을 통해 이동한다. 포공판과 원시선조의 유사성을 고려할 때, 파충류 포공판이 진화하여 포유류·조류 원시선조가 된 것이라고 추측할 수 있다.

## 같이 보기
- 아래판
- 주머니배
- 낭배 형성
- 발생 (생물학)
- 발생생물학